# 高城乡
高城乡，曾是中华人民共和国山西省忻州市忻府区下辖的一个乡镇级行政单位。2021年5月，撤销高城乡、曹张乡，合并设立忻口镇。以原高城乡和原曹张乡的行政区域为忻口镇的行政区域。

## 行政区划
高城乡下辖以下地区：
金山铺村、后淤泥村、前淤泥村、永丰庄村、张村、高城村、王府庄村、忻口村和南铺村。